# Andalgalomys pearsoni
Andalgalomys pearsoni es una especie de roedor de la familia Cricetidae.

## Distribución geográfica
Se encuentra en Bolivia y Paraguay.